# Пахиня (зупинний пункт)
Пахи́ня — пасажирський залізничний зупинний пункт Тернопільської дирекції Львівської залізниці.
Розташований між селами Карначівка та Пахиня, Лановецький район Тернопільської області на лінії Тернопіль — Ланівці між станціями Збараж (20 км) та Ланівці (19 км).
Станом на травень 2019 року щодня дві пари дизель-потягів прямують за напрямком Ланівці — Тернопіль-Пасажирський.